# Pillage de la Pologne pendant la Seconde Guerre mondiale
Le pillage des biens culturels et des infrastructures industrielles polonaises pendant la Seconde Guerre mondiale a été perpétré simultanément par l'Allemagne nazie et l'Union soviétique, après leur invasion commune de la Pologne en 1939. Une partie importante du patrimoine culturel polonais, estimée à un demi-million d'objets d'art, a été pillée par les puissances occupantes. Des pièces cataloguées sont encore occasionnellement récupérées ailleurs dans le monde et renvoyées en Pologne.
Parmi les œuvres d'art inestimables encore considérées comme disparues ou trouvées dans d'autres musées figurent des œuvres de Bernardo Bellotto, Anna Bilińska-Bohdanowicz, Józef Brandt, Lucas Cranach l'Ancien, Lucas Cranach le Jeune, Albrecht Dürer, Anthony van Dyck, Hans Holbein le Jeune, Jacob Jordaens, Frans Luycx, Jacek Malczewski, Raphael, Rembrandt. van Rijn, Peter Paul Rubens, Henryk Siemiradzki, Veit Stoss, Alfred Wierusz-Kowalski, Leon Wyczółkowski, Jan Matejko, Henri Gervex, Ludwig Buchhorn, Józef Simmler, Henri-Pierre Danloux, Jan Miense Molenaer — et bien d'autres encore.
Dans le cadre de ses efforts pour localiser et récupérer les objets d’art disparus, le ministère de la Culture et du Patrimoine national a créé une base de données sur les pertes de guerre. En 2013, il contenait plus de 63 000 entrées. La liste, publiée par le Ministère, est soumise à l'Institut national de muséologie et de protection des collections, aux ambassades polonaises à l'étranger, et au Registre central d'informations sur les biens culturels pillés de 1933 à 1945. Il est envoyé périodiquement à plus de 100 maisons de vente aux enchères à travers le monde. En outre, le ministère a également créé le site Web The Lost Museum (« le musée perdu »), un musée virtuel contenant des photographies historiques des nombreux objets d'art toujours disparus,.

## Contexte
Au début de l'invasion de la Pologne en 1939, le gouvernement polonais tente de dissimuler le patrimoine culturel le plus précieux de la nation, comme les trésors royaux du château de Wawel, à Cracovie. Les accessoires royaux, y compris les tapisseries jagellonnes, furent secrètement expédiés vers l'Europe occidentale, puis vers le Canada, entre autres. À la fin de la guerre, deux gouvernements polonais parallèles, le gouvernement polonais en exil soutenu par l'Occident et le gouvernement soviétique en Pologne communiste, revendiquent ces trésors nationaux. Les objets culturels ont été remis par le Canada à la République populaire de Pologne en février 1961,.

## Pillages de l'Allemagne nazie
Après l'invasion allemande de la Pologne en septembre 1939 et l'occupation du pays par les forces allemandes, le régime nazi tente de supprimer la culture polonaise. Dans le cadre de ce processus, les nazis confisquent les biens du patrimoine national polonais et une grande partie des biens privés,. Agissant sur la base des décrets légaux du 19 octobre et du 16 décembre (Verordnung über die Beschlagnahme Kunstgegeständen im Generalgouvernement), plusieurs agences allemandes ont commencé le processus de pillage des musées polonais et d'autres collections considérées comme nécessaires à la « sécurisation » des intérêts nationaux allemands.
Le pillage nazi toucha des collections d’art privées et publiques, des objets, des métaux précieux, des livres et des effets personnels. Hitler et Göring en particulier étaient intéressés par l'acquisition de trésors artistiques pillés dans l'Europe occupée, le premier prévoyant d'utiliser les œuvres d'art volées pour remplir les galeries du futur Führermuseum (musée du leader), et le second pour sa collection personnelle. Göring, ayant dépouillé la quasi-totalité de la Pologne occupée de ses œuvres d'art dans les six mois qui ont suivi l'invasion allemande, a finalement constitué une collection évaluée à plus de 50 millions de Reichsmarks.
Des milliers d'objets d'art ont été pillés, les nazis exécutant un plan mis en place avant le début des hostilités. Le pillage a été supervisé par des experts des unités SS qui étaient responsables des œuvres d'art ; et par des experts de la Haupttreuhandstelle Ost, qui étaient chargés de confisquer les commerces et les objets plus banals. Outre les pillages officiels perpétrés par les autorités nazies, certains pillages furent également perpétrés par des individus agissant de leur propre initiative ; de fait, Josef Mühlmann, l'un des responsables du pillage « officiel » de la Pologne, se plaignit dès le 6 octobre 1939 que de nombreux objets qu'il était chargé de sécuriser avaient déjà été déplacés ou simplement volés,. Bien que les nazis aient conservé une documentation exhaustive des œuvres d'art récemment acquises et pillées, le système n'était pas infaillible et la trace d'une grande partie des biens pillés a été perdue lors de la chaotique évacuation de plus en plus des Allemands d'Europe centrale et orientale en 1944.
La plupart des œuvres d'art importantes des collections publiques et privées polonaises avaient été « sécurisées » par les nazis dans les six mois qui ont suivi l'invasion de 1939. À la fin de 1942, les autorités allemandes estimaient que « plus de 90 % » des œuvres d'art qui se trouvaient auparavant en Pologne étaient en leur possession. Certaines œuvres d'art ont été envoyées dans des musées allemands, comme le futur Führermuseum de Linz, tandis que d'autres sont devenues la propriété privée de fonctionnaires nazis. En 1940, Hitler reçut un « cadeau » de Hans Frank, gouverneur de la Pologne occupée : une collection, préparée par Mühlmann, de 521 objets d'art de grande valeur. Frank, aidé par l'Oberführer Mühlmann, un connaisseur d'art, rassembla une grande collection d'œuvres d'art provenant des collections polonaises. Le coût total du vol et de la destruction de l'art polonais par les nazis est estimé à 11,14 milliards de dollars (valeur en dollars de 2001).
On estime que plus de 516 000 objets ont été volés. Leur nombre exact demeure cependant incertain, car toutes les œuvres d'art n'ont pas été cataloguées ou enregistrées, en particulier celles appartenant à des particuliers, et une grande partie de la documentation a également été perdue,. L'évaluation des pertes a commencé dès la Seconde Guerre mondiale, sous les auspices du gouvernement polonais en exil et de l'État polonais clandestin. En 1944, Karol Estreicher publie à Londres le premier ouvrage sur ce sujet, Cultural Losses of Poland. Selon une estimation de 2010, 75 % du patrimoine culturel polonais aurait été perdu pendant la guerre — une estimation qui couvre à la fois le patrimoine culturel détruit et perdu. Les œuvres d'art pillées comprennent :
- 11 000 tableaux de peintres polonais
- 2 800 tableaux d'autres peintres européens
- 1 400 sculptures
- 75 000 manuscrits
- 25 000 cartes
- 22 000 livres imprimés avant 1800 (starodruki)
- 300 000 estampes et œuvres sur papier
- des centaines de milliers d’autres objets de valeur artistique et historique[14].

Le nombre de livres pillés ou détruits est estimé entre 1,5 million et 15 ou 22 millions. Même des animaux exotiques ont été capturés dans les zoos polonais.
Au cours de la campagne génocidaire contre les Juifs polonais, qui a culminé avec l'Aktion Reinhard en 1942, l'extorsion généralisée et le pillage de masse sont devenus partie intégrante du plan économique allemand nazi. « Le pillage des Juifs polonais et de leurs biens devinrent monnaie courante. Dans chaque ville et village, les Juifs furent contraints de remettre non seulement leur or, leur monnaie et d'autres objets de valeur, mais aussi pratiquement tout ce qui était consommable, y compris les meubles et les vêtements. Même des objets tels que des cages à oiseaux, des poignées de porte et des bouillottes furent pillés. N'importe quel prétexte, voire aucun, devint un prétexte à l'extorsion. »

## Le pillage par l'Union Soviétique

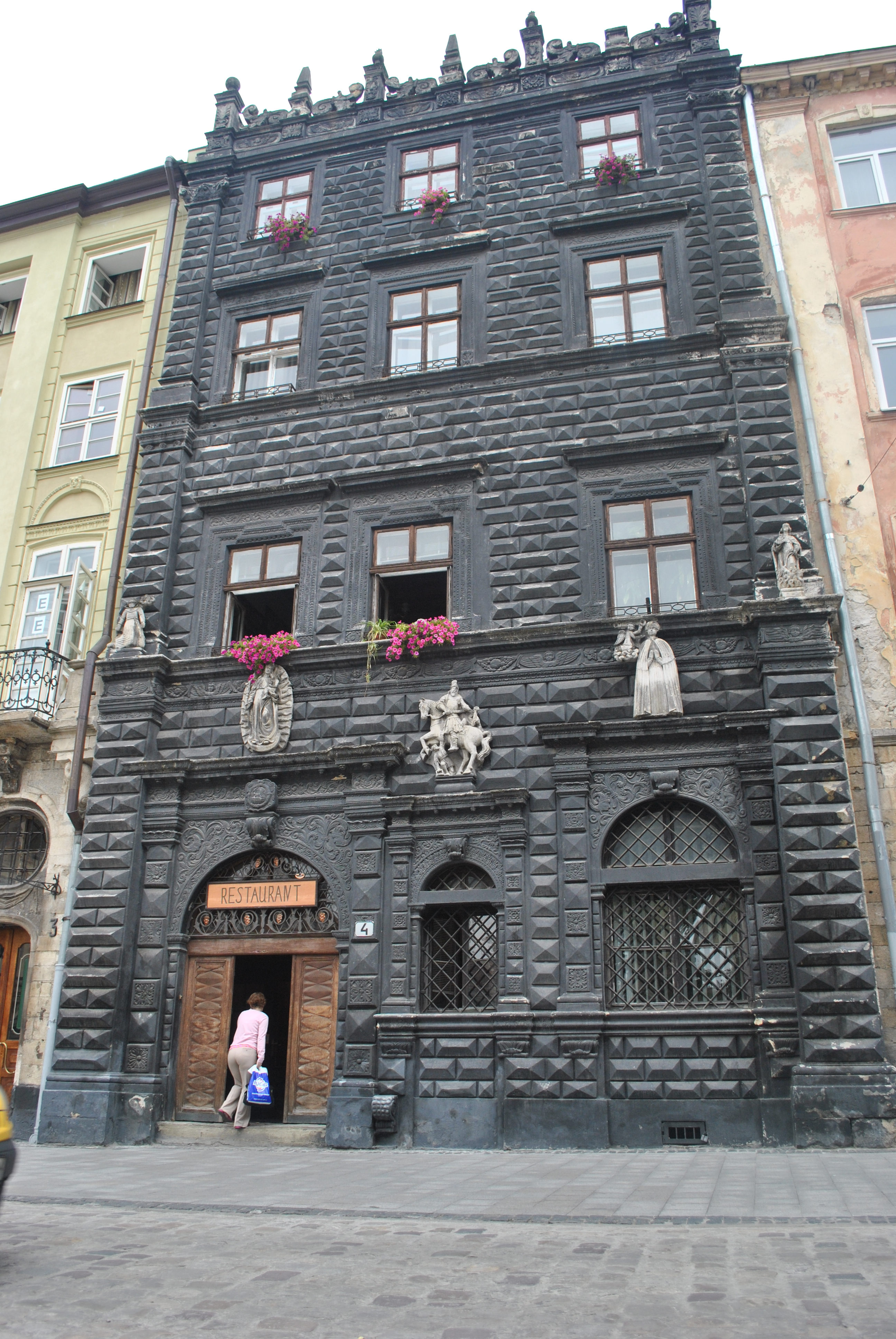
Les fonds du Musée historique de Lwów ont été transportés au sous-sol de la Maison Noire et détruits à huis clos.

Après l'invasion soviétique de la Pologne le 17 septembre 1939, l'URSS s'est également livrée au pillage et à la destruction du patrimoine culturel polonais,. On estime que, peu de temps après l'invasion, environ la moitié des musées polonais et des institutions publiques similaires avaient été démantelés dans les territoires occupés par les Soviétiques. De nombreux objets ont été expédiés vers des musées soviétiques tels que le Musée d'histoire de Moscou et le Musée central antireligieux. D’autres collections ont été tout simplement détruites. Par exemple, lors de la liquidation du Musée historique de Lwów au début de l'année 1940, ses fonds furent transportés au sous-sol de la Maison noire (en), loin de la vue du public, et systématiquement détruits.
Après l'avancée soviétique à travers le territoire polonais occupé par l'Allemagne, le pillage et le vol de tout ce qui avait de la valeur continuèrent jusqu'en 1947, quand bien même les territoires pillés faisaient en théorie déjà partie de la Pologne communiste, alliée à l'URSS,,. Les forces soviétiques se sont livrées à des pillages particulièrement importants dans les anciens territoires de l'Est de l'Allemagne qui devaient plus tard être transférés à la Pologne, les dépouillant de tout équipement abandonné par la population en fuite et/ou déportée,,,. Même les communistes polonais étaient inquiets de l’ampleur de leurs crimes. En 1945, le futur président du Conseil d'État polonais, le général Aleksander Zawadzki, craignait que « les viols et les pillages commis par l'armée soviétique ne provoquent une guerre civile ».

### Pillage industriel
Au début de 1946, les opérations des « brigades de trophées de guerre » étaient réglementées par des ordres détaillés émis par le vice-ministre soviétique de la Défense, Nikolaï Boulganine. Jusqu'en 1948, ces brigades ont envoyé en URSS au moins 239 000 wagons transportant des ressources naturelles, des usines complètes et des machines individuelles. La ville de Bydgoszcz à elle seule a perdu 30 usines complètes et 250 navires. À Grudziądz, l'armée a confisqué toutes les machines des usines, quelle que soit leur taille. À Toruń, tous les moulins à grains ont été occupés, ce qui a créé une pénurie temporaire de pain. Blachownia Śląska a perdu une grande installation de fabrication allemande produisant du carburant synthétique, transporté en URSS dans 10 000 wagons. Une chaîne de production similaire chez Police a été transportée dans 14 000 wagons de chemin de fer. Gliwice a perdu une usine de tuyaux, Bobrek (en) et Łabędy (pl) ont perdu leurs hauts fourneaux. Des centrales électriques complètes ont été démantelées et transportées de Miechowice, Zabrze, Zdzieszowice, Mikulczyce (pl), Blachownia Śląska et Chełmsk Śląski. Des industries plus petites ont également été confisquées à Sosnowiec, Dąbrowa Górnicza, Częstochowa, Zgoda, Chorzów, Siemianowice, Poznań, Bydgoszcz, Grudziądz, Toruń, Inowrocław, Włocławek, Chojnice, Łódź, Dziedzice et Oświęcim.
Les animaux de ferme étaient également la cible de pillages : jusqu'au 1er septembre 1945, l'Armée rouge avait confisqué 506 000 vaches, 114 000 moutons et 206 000 chevaux. Rien qu'en février 1945, plus de 72 000 tonnes de sucre ont été saisies. Dans la région de Toruń, 14 000 tonnes de céréales, 20 000 tonnes de pommes de terre et 21 000 tonnes de betteraves rouges ont été confisquées. Ces chiffres ne représentent que le pillage, car le gouvernement polonais fournissait également à cette époque de la nourriture à l'Armée rouge officiellement — notamment 150 000 tonnes de céréales, 250 000 tonnes de pommes de terre, 25 000 tonnes de viande et 100 000 tonnes de paille.
De plus, les soldats de l'Armée rouge étaient autorisés à envoyer individuellement des « trophées de guerre » chez eux, dont le montant dépendait de leur grade. Le résultat fut un pillage généralisé de maisons privées, les soldats emportant des objets de valeur, notamment de la nourriture, des vêtements, des chaussures, des radios, des bijoux, des ustensiles, des vélos et même des cuvettes de toilettes en céramique. L'ampleur sans précédent du pillage individualisé peut être estimée à partir de l'exemple de la ville russe de Koursk, qui n'a reçu que 300 colis personnels de soldats en janvier 1945, mais dont le nombre en mai a atteint les 87 000.
Une fois ces vols terminés, l'Armée rouge a commencé à piller les infrastructures ferroviaires, les ateliers de réparation du matériel roulant, les installations de signalisation et les rails : environ 5 500 des kilomètres de rails ont été pillés.
En 1946, les autorités polonaises ont estimé l'ampleur du pillage à 2,375 milliards de dollars de 1938 (soit 54 milliards de dollars de 2015),,,.

## Efforts effectués pour localiser et récupérer les œuvres d'art pillées

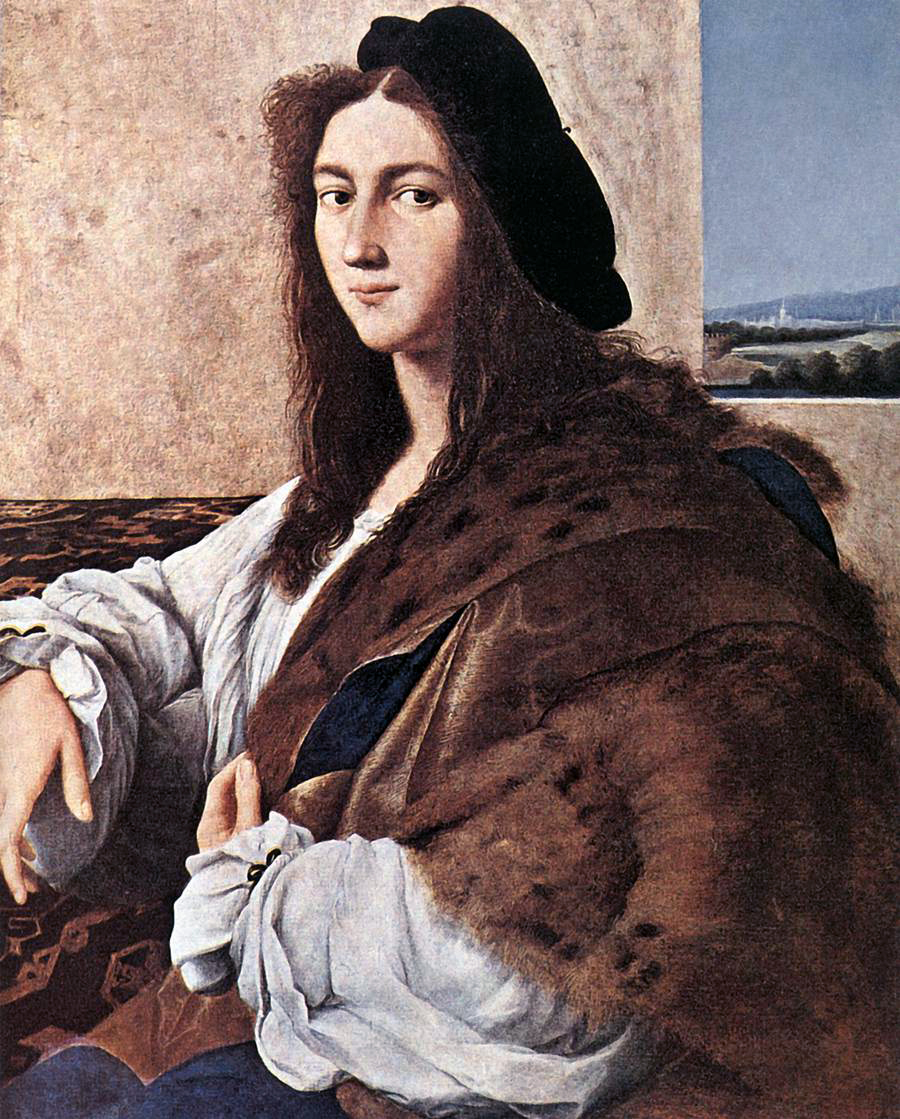
Le Portrait d'un jeune homme de Raphaël est toujours introuvable (2025).

Après la guerre, le ministère polonais de la Culture et des Arts a entrepris de dresser une liste des œuvres d'art perdues, afin de les localiser et de les récupérer. Le Bureau de réclamation et de dommages-intérêts (Biuro Rewindykacji i Odszkodowań) a fonctionné de 1945 à 1951. Les réalités de la guerre froide ont rendu difficile la récupération du patrimoine culturel pillé, et ce n’est que dans les années 1980 et 1990 que la situation a changé. En 1991, un nouvel organisme a été créé à cet effet, le Bureau du Représentant du Gouvernement pour le patrimoine culturel polonais à l'étranger (Biuro Pełnomocnika Rządu ds. Polskiego Dziedzictwa Kulturalnego Za Granicą), lequel opère au sein du Ministère de la Culture et des Arts. En 1999, l'initiative a reçu le soutien du Ministère polonais des Affaires étrangères. Une fois qu'une œuvre d'art pillée est localisée, le gouvernement polonais émet une demande de restitution et, comme indiqué sur le site Web du ministère, toutes les demandes à ce jour ont été couronnées de succès. À date d'octobre 2012, le ministère a répertorié 30 objets précieux qui ont été récupérés entre 2001 et 2012. Parmi les œuvres d'art récupérées figure le tableau d'Aleksander Gierymski représentant la Femme juive aux oranges, découvert de manière inattendue à la maison de vente aux enchères Eva Aldag à Buxtehude en novembre 2010. Il a été restitué au Musée national de Varsovie à la fin du mois de juillet 2011 et restauré.
Le 1er août 2012, le ministère polonais des Affaires étrangères a annoncé que l'une des œuvres d'art disparues les plus célèbres d'une collection polonaise, le Portrait d'un jeune homme de Raphaël, avait été retrouvée « dans un coffre-fort de banque dans un lieu tenu secret ». Un porte-parole du ministère s'est dit confiant que le tableau serait finalement restitué à la Pologne.
Actuellement, la Pologne envisage de construire un musée virtuel, le « Musée perdu » (Muzeum Utracone (pl)), pour exposer les objets d'art perdus.
L'Allemagne et les pays de l'ex-Union soviétique conservent encore beaucoup de matériel polonais pillé pendant la Seconde Guerre mondiale,,. La récupération des œuvres d’art pillées dans les anciens États de l’Union soviétique, comme la Russie, s’avère particulièrement difficile,,.

## Lectures complémentaires
- Extrait de la bibliographie sélectionnée du Smithsonian sur la provenance des œuvres d'art pillées :
  - (en) Estreicher, Karol. Cultural Losses of Poland: Index of Polish Cultural Losses during the German Occupation. Londres, 1944.
  - (pl) Gołos, Jerzy et Agnieszka Kasprzak-Miler, eds. Straty wojenne: Zabytkowe dzwony utracone w latach 1939-1945 w granicach Polski po 1945. Poznań, Ministerstwo Kultury i Sztuki, 2000.
  - (pl) Kudelski, J. Robert. Tajemnice Nazistowskiej Grabieży Polskich Zbiorow Sztuki. Varsovie: Tower Graphics, 2004.
  - (pl) Łaskarzewska, Hanna, ed. Pro memoria: warszawskie biblioteki naukowe w latach okupacji 1939–1945. Varsovie, Wydawnictwo Biblioteki Narodowej, 2004.
  - (pl) Romanowska-Zadrożna, Maria et Tadeusz Zadrożny. Straty wojenne: Malarstwo obce: obrazy olejne, pastele, akwarele utracone w latach 1939-1945 w granicach Polski po 1945 bez ziem zachodnich i poółnocnych. Poznań, Ministerstwo Kultury i Sztuki, 2000.
- (pl) Dariusz Matelski, Losy polskich dóbr kultury w Rosji i ZSRR, Poznań 2003.
- (pl) Dariusz Matelski, Polityka Niemiec wobec polskich dóbr kultury w XX wieku, Toruń 2005 (wyd. II, Toruń 2007).
- (pl) Madajczyk, Czesław (1970), Polityka III Rzeszy w okupowanej Polsce, Tom II, Państwowe Wydawnictwo Naukowe